# Erythridula anomala
Erythridula anomala är en insektsart som först beskrevs av Knull 1946.  Erythridula anomala ingår i släktet Erythridula och familjen dvärgstritar. Inga underarter finns listade i Catalogue of Life.